# 和歌山家庭裁判所
和歌山家庭裁判所（わかやまかていさいばんしょ）は、和歌山県和歌山市にある日本の家庭裁判所の一つで、和歌山県を管轄している。略称は、和歌山家裁（わかやまかさい）。田辺、御坊、新宮に支部を置いている。
本庁は和歌山地方裁判所の本庁に、田辺市、御坊市、新宮市の支部は和歌山地方裁判所の支部に併設されている。

## 所在地
- 本庁：和歌山県和歌山市二番丁1　北緯34度13分42.7秒 東経135度10分34.1秒 / 北緯34.228528度 東経135.176139度
JR和歌山駅または南海和歌山市駅から和歌山バス乗車「和歌山城前」バス停下車徒歩約3分
- 田辺支部：和歌山県田辺市新屋敷町5　北緯33度43分37.3秒 東経135度22分42.4秒 / 北緯33.727028度 東経135.378444度
JR紀勢本線 紀伊田辺駅から駅前大通りを海岸へ向かって約850m(徒歩約11分)
- 御坊支部：和歌山県御坊市湯川町財部515-2　北緯33度54分2.4秒 東経135度9分7.1秒 / 北緯33.900667度 東経135.151972度
御坊駅から南西約1.3km(徒歩約17分)、または熊野御坊南海バス「財部」バス停下車徒歩約2分
- 新宮支部：和歌山県新宮市千穂3丁目7-13　北緯33度43分31秒 東経135度59分13秒 / 北緯33.72528度 東経135.98694度
JR紀勢本線新宮駅から徒歩約10分、または熊野御坊南海バス乗車「裁判所前」バス停下車すぐ

## 管轄
- 本庁
  - 和歌山市、海南市、岩出市、紀の川市、海草郡紀美野町、有田市、有田郡湯浅町、広川町、有田川町、橋本市、伊都郡かつらぎ町、九度山町、高野町
- 御坊支部
  - 御坊市、日高郡美浜町、日高町、由良町、印南町、日高川町
- 田辺支部
  - 田辺市、西牟婁郡上富田町、白浜町、すさみ町、日高郡みなべ町、東牟婁郡串本町、古座川町
- 新宮支部
  - 新宮市、東牟婁郡那智勝浦町、太地町、北山村

※ただし、行政事件は本庁で、御坊・新宮の各支部の合議事件及び御坊支部管内の少年事件は田辺支部でそれぞれ取り扱う。

## 歴代所長
和歌山家庭裁判所の所長は和歌山地方裁判所の所長を兼任している。和歌山地方裁判所#歴代所長を参照。